# Томас Авілес
Томас Агустін "Тото" Авілес Мансілья (ісп. Tomás Agustín "Toto" Avilés Mancilla, нар. 3 серпня 2004, Ріо-Гальєгос, Аргентина) — аргентинський футболіст, центральний захисник клубу МЛС «Інтер» (Маямі).

## Ігрова кар'єра

### Клубна
Томас Авілес є вихованцем клубу «Расінг» (Авельянеда), де він грав у молодіжній команді з 2020 року. 27 лютого 2022 року Авілес дебютував на професійному рівні в чемпіонаті Аргентини.
У лютому 2023 року футболіст підписав з клубом перший професійний контракт на три роки.
А вже 1 серпня 2023 року Авілес перейшов до клубу МЛС «Інтер» (Маямі), з яким підписав контракт до кінця 2026 року. У 2023 році разом з клубом аргентинець виграв північноамериканський Кубок Ліг.

### Збірна
Томас Авілес народився в Аргентині але має чилійське коріння. У 2023 році у складі молодіжної збірної Чилі він виступав на молодіжному чемпіонаті Південної Америки в Колумбії.
Але в тому ж 2023 році футболіст отримав виклик до молодіжної збірної Аргентини, у складі якої грав на домашньому молодіжному чемпіонаті світу.

## Титули
Інтер (Маямі)
 Переможець Кубка Ліг: 2023